# Biblioteca Geral de Navarra
A Biblioteca Geral de Navarra (em castelhano: Biblioteca General de Navarra, BGN) é um organismo dependente do Governo de Navarra, Espanha, sediada em Pamplona. É a instituição responsável pelo património bibliográfico da Comunidade Foral de Navarra e a biblioteca central do Sistema de Bibliotecas Públicas de Navarra. 
Como responsável pelo património bibliográfico, recolhe em Navarra as publicações sujeitas a depósito legal e coordena a elaboração do "Catálogo Colectivo del Patrimonio Bibliográfico" em Navarra. Como biblioteca pública partilha o catálogo, leitores e serviços com as restantes bibliotecas públicas automatizadas do Sistema de Bibliotecas Públicas de Navarra.
A biblioteca tem na sua coleção mais de 30 000 obras, algumas muito antigas, documentos históricos do século XIX, e o acervo da antiga "Biblioteca Taurina". Entre os seus serviços destacam-se, além dos usuais em qualquer biblioteca pública, o projeto "Biblioteca Navarra Digital" (BiNaDi).

## História
As origens da Biblioteca Geral de Navarra remontam ao século XIX, por ser herdeira direta da biblioteca então fundada pelo "Instituto de Segunda Enseñanza". Em 1906-197, essa antiga biblioteca, financiada em larga medida pela Deputação Foral de Navarra (antiga designação do Governo de Navarra), recebeu o nome oficial de Biblioteca de Navarra. Nos anos seguintes foi-se dividindo a coleção entre um fundo geral, que ocupava a sala destinada a biblioteca, e outra secção orientada para os interesses específicos dos professores do Instituto, que se instalou numa das salas de aula. Daí em diante, todas as novas aquisições receberam o carimbo da Biblioteca de Navarra e as consideradas de interesse para o ensino foram também carimbadas com um carimbo indicativo a sua pertença à "Biblioteca do Claustro de Professores".
Em 1939 a Deputação Foral acordou a formação de uma biblioteca a partir dos fundos bibliográficos de diversas proveniências que se encontravam em seu poder antes de 1 de janeiro desse ano, com exceção de um conjunto destinado ao uso exclusivo da própria administração foral. A este fundo fundacional deveriam ser adicionadas as novas aquisições procedentes de compra e donativos. Esta biblioteca, que inicialmente manteve o nome de Biblioteca de Navarra, figura já com o nome oficial atual nos registos de atividade do ano de 1942. Desde o princípio destinou-se uma sala de leitura da biblioteca no piso térreo do edifício do Conselho Foral, contíguo ao Palácio da Deputação, com entrada independente na Avenida Carlos III. Antes de ser instalada no anexo da Deputação, a biblioteca esteve instalada numa cave do Arquivo de Navarra e antes disse na cave do hospital de Barañáin.
Com o tempo, as instalações da BGN tornaram-se inadequadas à sua atividade, pelo que a biblioteca foi transferida em 1972 para o rés-do-chão e cave do edifício modernista na Praça de São Francisco conhecido como La Agrícola, antiga sede da instituição financeira homónima, onde também funcionou o Grande Hotel de Pamplona. A nova sede facilitou o aumento da coleção, sobretudo no que se refere a edições navarras ou relacionadas com Navarra e à área de humanidades, e permitiu a implementação de um serviço de empréstimos.
Desde 1984 que a BDN se debatia com falta de espaço na sua sede e foi ficando cada vez mais evidente que a biblioteca precisava de uma nova sede para conservar convenientemente o seu acervo e para oferecer serviços próprios de uma biblioteca pública moderna. Depois de muitas peripécias que envolveram alguma celeuma entre o Ayuntamiento de Pamplona e o Governo de Navarra e depois de terem estado em discussão diversos locais para instalar a biblioteca, as obras para a construção de uma nova sede arrancaram finalmente no final de 2007 entre os bairros de Mendebaldea e Barañain. A inauguração da nova "Biblioteca e Filmoteca de Navarra", ocorreu em 1 de março de 2011. O novo edifício cujo custo estava orçamentado em 22 milhões de euros, tem capacidade para mais de um milhão de obras e 19 000 m² de área.